# Squall Leonhart
Squall Leonhart (スコール・レオンハート, Sukōru Reonhāto) est le principal protagoniste de Final Fantasy VIII. C'est un jeune mercenaire SeeD qui est souvent perçu comme une personne froide et réservée. Les événements du jeu l'obligent à se poser des questions sur sa vie et la direction qu'il a choisie. Son arme est une épée appelée Gunblade, dont il est un spécialiste. Il est l'une des rares personnes au monde, avec Seifer, à pouvoir la maîtriser.

## Apparence et personnalité
Squall est un adolescent de taille moyenne avec de longs cheveux bruns désordonnés. On le voit souvent porter un blouson d'aviateur noir en cuir, agrémenté de fourrure blanche autour du col. Il revêt également un T-shirt blanc décolleté sous sa veste, trois ceintures qui s'entrecroisent, des gants, un pantalon et des bottes noires.
Il porte une chaine en argent autour du cou, un pendentif et une bague de Cronos. La seule fois qu'il ne porte pas cet accoutrement, c'est quand il revêt l'uniforme du SeeD, ce qu'il ne fait uniquement que s'il y est obligé. Il a également une tenue différente dans les flashbacks à l'orphelinat, dans lesquels il porte une chemise jaune avec plusieurs rayures horizontales et un pantalon noir.
La gunblade de Squall est la Pistolame. Il possède une version customisée de cette arme, avec le symbole Cronos gravé sur chaque flanc. Lors du duel avec son rival Seifer, ils finissent par s'infliger tous deux des cicatrices.
Au début du jeu, Squall est quelqu'un d'introverti, inquiétant, froid et taciturne, qui repousse ceux qu'il devrait considérer comme ses amis. Bien que renfermé, Squall ne manque jamais à son devoir. Dès qu'il sent qu'on a besoin de lui, il est toujours enclin à agir rapidement . L'esprit pragmatique et le sens des responsabilités de Squall encouragent les autres à lui faire confiance et à le suivre.
Bien que tout le monde s'accorde à trouver le caractère de Squall difficile, la plupart des étudiants et le personnel de la BGU l'admirent, si bien qu'il sera finalement désigné commandant de cette dernière. Squall devient également le chef de l'équipe, même si au départ il n'aime pas que ses camarades viennent vers lui s'enquérir des ordres et lui demander conseil.
Au cours du jeu, Squall fait souvent part de ses pensées et sentiments par le biais de messages apparaissant à l'écran en sus des dialogues. C'est durant ces passages narratifs que l'on apprend que s'il est distant envers les autres, c'est parce qu'il a peur de s'attacher aux gens. Vers la fin du jeu, Squall dit à Linoa qu'il ne se souvient pas de ses parents et qu'il fut séparé de sa meilleure amie quand il était jeune. Il ne voudrait pas à nouveau être séparé des gens qui lui seraient proches et c'est pourquoi il préfère rester à l'écart. Dans d'autres passages, Squall révèle qu'il préfère compter sur lui-même plutôt que sur les autres, car on finit toujours par être séparé de ses amis et de sa famille, et, inéluctablement, on se retrouve seul. 
Par la suite, Squall se remettra en question, tombant notamment amoureux de Linoa et acceptant le soutien et l'amitié de ses camarades, s'ouvrant aux autres et devenant plus sociable. C'est ce « nouveau » Squall que l'on retrouve dans la série Kingdom Hearts.

## Histoire
Aucune information précise n'est donnée sur les parents biologiques de Squall. Cependant, une des théories les plus répandues dit que Squall est le fils de Laguna Loire et Raine. Il est né dans le petit village de Winhill. Sa mère mourut peu de temps après sa naissance. Son père, Laguna, ne sut jamais que Raine était enceinte, car il se trouvait à Esthar au moment des faits, essayant de sauver Ellone, sa fille adoptive, des griffes des sbires de la tyrannique sorcière Adel. Après le décès de Raine, Squall et Ellone, que Laguna avait renvoyée à Winhill, furent envoyés à l'orphelinat sur le continent de Centra. Ainsi, Laguna ne sut rien au sujet de l'existence de son fils.[réf. nécessaire]
Squall grandit donc dans l'orphelinat de Centra, dirigé par Edea, où Laguna l'a laissé. En dépit de la présence d'autres enfants de son âge, Ellone était sa meilleure amie. Il l'appelait « Lellone ». Un jour, quelque chose d'inattendu se produit quand une sorcière du futur mourante apparaît à l'orphelinat, suivi par un Squall du futur. La sorcière agonisant transfert ses pouvoirs à Edea, elle-même une sorcière, puis meurt. Le Squall adolescent dit à Edea que dans le futur il est devenu un SeeD. Surpris qu'Edea ne comprenne pas, il lui explique que c'est elle qui est à l'origine du SeeD. Edea dit au Squall adolescent qu'il s'est trompé d'époque avant qu'il ne disparaisse à travers le portail temporel par lequel il est arrivé. Troublée par ces événements, Edea en arrive à la conclusion que Squall, le petit orphelin, grandira et deviendra un puissant guerrier qui vaincra un jour une sorcière diabolique. Et, afin que la prophétie se réalise, elle créera un jour une organisation, connue sous le nom de SeeD, dans le but d'entraîner Squall et de le préparer à ce rude combat.
Avec l'aide de son mari Cid, Edea crée la BGU et les SeeDs. Comme ces derniers ont été fondés afin de lutter contre les sorcières et qu'Edea en est une elle-même, Cid et Edea décident qu'ils ne peuvent rester ensemble. C'est ainsi qu'Edea part se cacher, de même que tous les orphelins qui n'ont pas été admis à l'université ou adoptés, et parmi eux, Ellone. Par ailleurs, le pouvoir d'Ellone la met en danger, d'autres personnes cherchant à se l'approprier. Ellone est mise sous la protection d'un groupe d'orphelins plus âgés appelés SeeDs Blancs. Personne ne dit à Squall pourquoi Ellone est partie, si bien qu'il pense qu'elle l'a abandonné. Cette séparation le rendra froid et distant, cynique et introverti, qui refuse de s'attacher aux gens, de crainte d'être séparés d'eux à nouveau.
Comme Squall le suppose lui-même, il n'a jamais été adopté à cause de sa personnalité qui était déjà difficile. Ainsi, dès l'âge de six ans, Squall est envoyé à la BGU, afin de commencer son entraînement. Il choisit de se spécialiser dans le maniement de la Gunblade, qui se trouve être une arme incroyablement difficile à maîtriser et qu'il a mis des années à utiliser. Il trouve rapidement un rival en la personne de Seifer, qui lui ressemble en plusieurs points, notamment en ce qui concerne l'usage de la Gunblade et ses remarquables aptitudes au combat.

### L'introduction au SeeD
Onze ans plus tard, Squall est devenu un loup solitaire parmi ses camarades. Ses instructeurs, Quistis notamment, sont unanimes quant à ses capacités naturelles pour le combat mais font remarquer certaines difficultés concernant sa personnalité. Sa rivalité avec Seifer est de notoriété publique parmi les étudiants de la BGU. À cause de l'utilisation des G-Forces, la mémoire de Squall s'est altérée. Ainsi, il ne se souvient que du sentiment d'abandon qu'il ressentit quand il fut séparé d'Ellone, mais pas d'Ellone elle-même. Au début du jeu, Squall est proche de la fin de son cycle d'instruction. Après l'épreuve sur le terrain à Dollet, où l'armée de Galbadia réactive une tour satellite, il est nommé SeeD, ainsi que Zell, Selphie et Nida.
Durant le bal de promotion, Squall fait la rencontre de Linoa qui l'oblige à danser avec elle. Il apprendra par la suite qu'il s'agissait de son premier employeur : sa première mission est de s'engager aux côtés de Zell et Selphie pour venir en aide aux Hiboux de la Forêt, un groupe de résistance combattant pour la libération de Timber, un pays sous contrôle galbadien. Pendant le voyage en train en direction de Timber, le trio tombe brutalement de sommeil et s'évanouit. Ils font tous trois le même rêve, vivant les aventures passées de Laguna, Kiros et Ward.
La première mission de Squall et ses amis se solde par un échec : ils tentent de kidnapper le président de Galbadia Winzer Deling mais celui-ci s'avère en réalité être une doublure. Finissant par douter du niveau de « professionnalisme » des Hiboux de la Forêt, Squall demande à voir les termes du contrat qui lie les SeeDs au groupe de résistance et comprennent que le contrat s'achèvera quand Timber aura retrouvé son indépendance. Loin d'être satisfaits de cette découverte, Squall et ses amis poursuivent néanmoins leur travail aux côtés des Hiboux de la Forêt, notamment dans le but d'intercepter le message que Deling compte lancer au monde entier depuis le studio TV de la ville, le premier depuis 17 ans. Peu avant de parvenir au studio, Linoa partage ses sentiments concernant les SeeDs et leur mode de vie. Squall fait remarquer que le groupe de Linoa ne se donne pas les moyens de ses ambitions et met en doute leurs capacités. Après quelques échanges verbaux, Linoa part, chagrinée.
Quelques minutes après le début du discours télévisé du président, Seifer, avec Quistis à sa poursuite, prend Deling en otage. Sur ordre de la jeune fille, Squall, Zell et Selphie font irruption dans le studio et découvrent Seifer retranché avec le président dans une autre pièce. La nouvelle alliée de Deling, dont il annonce l'avènement à la télévision, la sorcière Edea, apparaît et convainc Seifer de venir avec elle.
La base des Hiboux de la Forêt ayant été détruite, Squall et les autres font profil bas pendant un moment. Le sort de Seifer amène Squall et Linoa à avoir une nouvelle discussion au sujet de leurs vies respectives. L'ordre est donné par la suite à l'équipe de quitter la ville. Sur la route de l'université de Galbadia, Squall et Linoa palabrent encore, cette fois concernant l'attitude froide du jeune homme envers ses coéquipiers. Pendant la discussion, Squall commence à se sentir faible, puis s'évanouit. Il fait à nouveau l'expérience des mystérieux rêves avec Laguna. Le groupe parvient finalement à l'université de Galbadia, où ils apprennent que Seifer aurait été exécuté, et reçoit de nouveaux ordres : assassiner la sorcière durant la cérémonie d'investiture en tant que nouvelle ambassadrice du pays. Un nouvel équipier est désigné afin de leur prêter main-forte, Irvine Kinneas, élève du Garden de Galbadia et tireur d'élite. Avec Squall en tant que chef, l'équipe prend un train en direction de Deling City afin de rencontrer leur contact sur place, le Général Caraway. Ils arrivent en plein milieu d'une dispute entre ce dernier et sa fille Linoa.
Dès le début de la cérémonie, Edea assassine le président et annonce sa prise de pouvoir à la tête de la nation. Découvrant que Seifer est en vie et qu'il se tient près de la sorcière, en tant que chevalier de cette dernière, Squall rejoint sa position avec Irvine, tandis que Zell, Quistis et Selphie les leurs. Irvine flanche au moment de tirer sur la prêtresse, obligeant Squall à essayer de le raisonner. Irvine fait finalement feu mais, malheureusement, Edea parvient à détourner la balle. À la suite de cet échec, Squall et son équipe affrontent Seifer puis Edea. Cette dernière lance un sort de glace qui transperce l'épaule droite de Squall. Il s'évanouit. Lui et le reste de l'équipe sont arrêtés.

### Chef de guerre de la BGU
Après un autre rêve dans la peau de Laguna, Squall se réveille emprisonné dans une chambre de torture à la prison du désert. Son bourreau n'est autre que Seifer. Durant le supplice, Squall est informé qu'Edea a prévu de lancer des missiles contre les universités de Balamb et de Trabia. Squall, avec l'aide de ses coéquipiers, parvient à s'échapper et l'équipe se scinde en deux groupes : le premier dirigé par Squall se rend à la BGU afin d'informer tout le monde de l'arrivée imminente des missiles ; le second, dirigé par Selphie, est chargé de saboter la base afin d'empêcher le lancement.
Alors qu'il arrive à la BGU, Squall découvre le chaos dans l'université. NORG et nombre d'étudiants lui jurant allégeance se sont rebellés contre Cid. Le jeune homme se met à la recherche du proviseur, tout en aidant les étudiants qui se trouvent en difficulté, afin de l'avertir de l'arrivée des missiles. Il finit par le trouver retranché dans son bureau. Cid informe Squall que la BGU était autrefois un vaisseau. Grâce à l'activation de l'ancien système de propulsion, l'université devient une forteresse mobile. Elle parvient de justesse à éviter la destruction par les missiles en s'arrachant du sol.
La BGU est ensuite abordée par le vaisseau des SeeDs Blancs qui leur demande de leur remettre Ellone. La jeune fille se cache en effet dans l'université. Subitement, les souvenirs de Squall refont surface et il parvient à se la rappeler, notamment par le biais de ces mystérieux rêves. Ellone lui révèle qu'elle est à l'origine de ces derniers, sans s'expliquer. Elle quitte ensuite la BGU et se réfugie sur le vaisseau des SeeDs Blancs. Squall est troublé par cette rencontre fortuite.
Quand la BGU atterrit avec fracas à Horizon, à cause notamment d'un problème directionnel, Squall et ses amis sont chargés de présenter leurs excuses pour les dégâts occasionnés. Le Maire Dobe, maire de cette cité pacifique, leur ordonne de quitter immédiatement la ville, leur présence ne pouvant engendrer que davantage de problèmes. Puis, les soldats galbadiens envahissent la ville. Le Maire Dobe tente de raisonner calmement ces derniers. Mais ceux-ci n'ont que faire des jérémiades du maire et Squall est obligé d'intervenir afin de le secourir. Après l'affrontement, Squall et ses amis finissent par se retrouver. L'équipe qui a été envoyée à la Base des Missiles était en effet présumée disparue depuis un moment. Une fois n'est pas coutume, Squall n'hésite pas à exprimer sa joie au cours de ces retrouvailles, heureux que ses amis soient en vie et se portent bien. Linoa ne manque d'ailleurs pas de le lui faire remarquer. Plus tard, Dobe finit par accepter les excuses de Squall et de son équipe et ordonne aux techniciens de la ville de réparer la BGU, afin de leur venir en aide tout autant que pour les voir partir vite.
Peu de temps après, Cid révèle qu'il est le mari de la sorcière Edea. Il démissionne en tant que proviseur de la BGU et nomme Squall à la tête des opérations comme commandant en chef. Cette décision quelque peu précipitée est loin de ravir le jeune homme. Afin de lui montrer leur soutien, Selphie et Irvine organisent un concert improvisé à Horizon. Pendant celui-ci, Squall et Linoa ont une longue conversation, la jeune fille encourageant Squall à faire confiance à ses amis autant que ces derniers lui font confiance. Une fois les réparations achevées, Squall met le cap sur la petite ville portuaire de Balamb et découvre que celle-ci est occupée par les troupes galbadiennes, toujours en quête d'Ellone. Squall et ses amis libèrent la ville après avoir défait Fujin et Raijin, les deux sbires de Seifer.
Ils se dirigent ensuite vers l'université de Trabia, qui a été complètement détruite par les missiles. En attendant le retour de Selphie, ancienne élève de cette faculté partie aux nouvelles, Irvine commence à parler aux autres de leur passé à l'orphelinat, qu'ils ont tous oublié, à cause de pertes de mémoire engendrées par l'utilisation des G-Forces. Se remémorant à présent toute leur enfance, l'équipe se souvient que la sorcière Edea a autrefois été leur gouvernante, mais en dépit du passé, se décident à l'affronter. C'est ainsi qu'ils se rendent à l'orphelinat afin de rechercher des indices. Non loin de là, ils sont attaqués par l'université de Galbadia, qui s'avère également être un vaisseau. Cet événement marque le début de la bataille des universités.
Squall dirige la défense de la BGU, allant même jusqu'à discourir depuis la plate-forme de contrôle afin d'encourager ses troupes. Il s'infiltre ensuite, en compagnie de son équipe, dans l'université de Galbadia. Ils vainquent à nouveau Seifer et défient encore une fois Edea. La défaite de la sorcière engendre un fait étrange et Linoa est plongée dans le coma. Edea reprend soudain conscience et affirme qu'elle a été possédée tout ce temps et n'agissait pas selon sa propre volonté.

### Le retour des sorcières
Inquiet concernant l'état de santé de la jeune fille, Squall décide de partir à la recherche d'Ellone. Il souhaite que cette dernière le ramène dans le passé afin qu'il découvre ce qui est arrivé à Linoa. Edea lui révèle que la sorcière qu'ils viennent de combattre est Ultimecia, une sorcière venant du futur qui veut compresser le temps, utilisant Edea comme une marionnette. Comme elle vient du futur, Ultimecia n'a aucun moyen d'accomplir ses plans sans un autre corps dans lequel elle peut exister.
Après avoir appris, par le biais des SeeDs Blancs, qu'Ellone se trouve à Esthar, Squall et ses amis font équipe avec Edea et se dirigent vers cette mystérieuse nation, qui n'a aucun contact avec le reste du monde depuis près de 17 ans. Là-bas, ils apprennent qu'Ellone a été emmenée dans une base lunaire chargée de surveiller la prison d'Adel. Squall et Linoa s'y rendent. Le jeune homme rencontre finalement Ellone qui, à son grand désarroi, lui apprend qu'il lui est impossible de modifier le passé, en dépit de ses pouvoirs. Néanmoins, elle lui promet de faire tout son possible. Malheureusement, tandis que Squall amène Ellone au chevet de Linoa, Ultimecia prend le contrôle de cette dernière et l'utilise pour libérer Adel de sa tombe spatiale. Après la libération de cette dernière, Ultimecia abandonne le corps de Linoa, laquelle dérive dans l'espace. Par la suite, la base lunaire est évacuée, la Larme Sélénite (une coulée de monstres tombant de la lune vers la planète) venant de débuter. Ignorant le danger, Squall décide de sauver Linoa, et, malgré les avertissements, sort dans le vide spatial afin de la ramener.
Squall parvient finalement à rattraper la jeune fille. Ils échouent ensuite sur un vaisseau abandonné appelé Hydre, qu'ils utilisent pour revenir sur Terre, non sans l'avoir au préalable délesté des monstres qui l'occupaient. Durant le voyage, Squall apprend que Linoa a hérité des pouvoirs de sorcière d'Edea et qu'elle en est devenue une elle-même. Puis, la base lunaire les informe que Linoa est sur le point d'être emmenée à Esthar. Squall la laisse d'abord partir, mais après avoir été raisonné par ses amis, il se rend au Mausolée d'Esthar où Linoa est retenue.
Il libère la jeune fille et l'équipe se rend à l'Orphelinat d'Edea. Linoa est pessimiste au sujet du futur mais Squall lui promet qu'il la protégera même si le monde entier est à ses trousses. Au cas où ils doivent être séparés, Squall et Linoa se font la promesse de se retrouver à nouveau dans le champ de fleurs derrière l'orphelinat.
Puis, ils sont rappelés par Esthar. Sur place, ils découvrent que Laguna en est devenu le président et qu'Ellone est retenue prisonnière à l'intérieur de Lunatic Pandora. Laguna, avec l'aide du Dr Geyser, a mis en place un plan afin de stopper Ultimecia une bonne fois pour toutes. Ainsi, Laguna rejoint l'équipe de Squall. À bord de l'Hydre, les amis de Laguna, Kiros et Ward, mentionnent les parents de Squall, et Laguna dit à ce dernier qu'ils auront, plus tard, beaucoup de choses à se dire.

### Le combat contre la dernière sorcière
Squall et son groupe utilisent l'Hydre pour infiltrer Lunatic Pandora et secourir Ellone. Là-bas, Fujin et Raijin tentent en vain de convaincre Seifer d'arrêter d'être le larbin d'Ultimecia. Squall et ses amis sont à nouveau forcés de combattre Seifer, et, peu de temps après, Adel. N'ayant pas d'autre corps à posséder, Ultimecia prend contrôle de celui de Linoa, ce qui donne l'opportunité à Ellone d'envoyer l'esprit de la sorcière plus loin dans le passé. Ultimecia commence la Compression temporelle, ce qui permet à Squall et ses amis de voyager dans le futur. Dans la citadelle de la nécromancienne, après avoir vaincu les sbires de la sorcière, résolu diverses énigmes et déjoué nombre de pièges, le groupe se retrouve confronté à Ultimecia.
Après un combat final épique à travers le temps et l'espace, Ultimecia est vaincue et la Compression temporelle stoppée, le temps revenant à sa forme originelle. Ultimecia et Squall reviennent dans le passé et apparaissent à l'Orphelinat d'Edea, où Squall rencontre Edea et lui parle de la BGU et du SeeD. Squall assiste au moment où Ultimecia transfère ses pouvoirs à Edea avant de mourir. Puis, le jeune homme tombe dans le temps compressé. Il essaye de se frayer un chemin et de retrouver la prairie dans laquelle lui et Linoa ont promis de se rejoindre. Malheureusement, Squall est enfermé dans le néant. Linoa utilise alors ses pouvoirs de sorcière pour le retrouver et finit par le ramener vivant avec elle. Durant la fête à la BGU qui célèbre la victoire sur Ultimecia, Squall sourit à Linoa pour la première fois et l'embrasse sur le balcon.

## Au combat
Squall utilise une arme hybride connue sous le nom de Gunblade. À travers différentes améliorations, il peut utiliser plusieurs modèles, bien que dans les cinématiques, il utilise toujours la Pistolame.

### Armes
Le modèle que possède Squall est unique. Une image de Cronos est imprimée sur chaque flanc de l'épée. Un pendentif avec la tête de Cronos est également accroché au manche. Même la mallette dans laquelle Squall range sa Gunblade semble avoir été personnalisée, avec une grande image de son pendentif de Cronos. Tous les modèles de Gunblade fournissent une précision optimale, de 255%, faisant de Squall le combattant au combat direct le plus efficace, étant donné qu'il ne rate pour ainsi dire jamais sa cible, même quand il est atteint de Cécité.

#### Limit Break
Le Limit Break de Squall est le Renzokuken. Le joueur est invité à appuyer à plusieurs reprises sur la touche r1, au moment opportun, afin d'engendrer un maximum de dégâts. Squall peut frapper les ennemis de quatre à huit fois avant de déclencher un finish. Celui-ci est choisi aléatoirement. Squall les apprend en fonction des modèles de Gunblade qu'il possède. Il peut seulement utiliser un certain finish s'il possède l'arme correspondante. Par exemple, il ne peut déclencher le finish Lion Heart que s'il possède la Gunblade du même nom.

## Création et développement
Squall Leonhart est le premier personnage réalisé par Tetsuya Nomura pour Final Fantasy VIII. À la base, Squall avait des cheveux plus longs et un aspect physique plus efféminé. Mais, Yoshinori Kitase pensait que cela ne fonctionnerait pas. Il demanda à Nomura de raccourcir les cheveux de son personnage et de le rendre plus masculin. Le design originel de Nomura peut être vu dans la série Kingdom Hearts.
Nomura ne se rappelle pas pourquoi il a créé la cicatrice sur le visage de Squall, disant que c'était juste une idée sur le moment. À l'instar des cheveux caractéristiques de Cloud Strife, il voulait que quelque chose distingue Squall et le rende facilement reconnaissable. La cicatrice était là avant même que l'histoire du personnage soit établie. Nomura laissa Kazushige Nojima trouver une explication concernant l'apparition de celle-ci. C'est ainsi que fut imaginé le fameux duel entre Squall et Seifer dans l'introduction du jeu.
Le design de Squall a été finalisé en ajoutant un collier en fourrure autour du col de sa veste. Dans une interview donnée lors du Square Media Tour en 2000, Nomura avoua que l'apparence de Squall est en grande partie inspirée par l'acteur River Phoenix.
Final Fantasy VIII est unique dans le sens où le joueur peut lire les pensées du personnage principal, qui s'affichent dans des boîtes de texte transparentes. Cette idée a été implémentée car l'auteur du scénario, Kazushige Nojima voulait que le joueur sache ce que Squall pensait. Ceci marque un contraste avec Final Fantasy VII, davantage ouvert à la spéculation.
La Gunblade de Squall a également été dessinée par Nomura. À l'époque, il avait un goût prononcé pour les accessoires en argent et pensa que Squall pourrait posséder une arme faite avec ce matériau. Il voulait également une utilisation originale de l'arme pendant le combat. C'est comme cela que lui vint l'idée de la Gunblade. Rétrospectivement, Nomura affirma que celle-ci avait une apparence plutôt bizarre.

## Thèmes musicaux
Le thème utilisé pendant la troisième phase du combat final « Maybe I'm a Lion » a été associé à Squall, étant donné le titre du morceau. Mais, officiellement, Squall ne possède pas de thème caractéristique.
La piste intitulée « The Oath » est jouée à divers moments clés du jeu, comme quand Squall s'adresse aux étudiants durant la bataille des universités ou lorsqu'il est secouru par ses camarades à la Prison du Désert.

## Autres apparitions
Final Fantasy VI
Un sprite 16-bit à l'effigie de Squall apparaît occasionnellement lors du temps de chargement de Final Fantasy Anthology.
Dissidia : Final Fantasy
Dans ce jeu, Squall ressemble beaucoup à ce qu'il est dans Final Fantasy VIII avec des éléments des artworks de Yoshitaka Amano. Il possède cependant davantage de fourrure, notamment sur son pantalon, une ceinture qui couvre partiellement sa jambe droite et une boucle de ceinture ornée d'une tête de lion. Il revêt également une nouvelle chemise avec un col en V.
Dans le scénario, Chaos a invoqué les antagonistes de la série afin de tenter de changer la donne d'une guerre sans fin. Cosmos invoque des guerriers afin de s'opposer à ceux de Chaos. Squall est l'un de ces guerriers. C'est le héros de Final Fantasy VIII et il est confronté à Ultimecia.
Pour prétendre à son cristal, Squall voyage seul, rejetant les invitations de Djidane et Bartz. Ultimecia manipule le chemin du jeune homme et déclare que c'est un guerrier pathétique qui ne croit en rien d'autre que lui-même. Squall en vient à penser que ses amis le soutiennent, même s'il ne combattent pas à ses côtés. Cela lui donne la force de combattre Ultimecia et de la vaincre.
Dans sa forme alternative, Squall porte l'uniforme SeeD.
Squall fait un retour fracassant en tant que guerrier du Cosmos dans la suite de Dissidia : Final Fantasy, de même que d'autres personnages. Sa troisième forme est basée sur un artwork de Yoshitaka Amano. Il possède aussi un costume bonus ressemblant à Leon dans la série Kingdom Hearts.
Chocobo Racing
Squall fait une apparition en tant que personnage secret et conduit une voiture ressemblant à celle qu'il a utilisée en attaquant Edea dans Final Fantasy VIII. Pour l'obtenir, le joueur doit finir le mode histoire deux fois, ensuite, battre Squall lui-même dans une course challenge sur le circuit ayant pour thème Final Fantasy VIII.
Pocket Station
Une icône de Squall apparaît dans le gestionnaire de carte mémoire de la Pocket Station.
Kingdom Hearts
Dans Kingdom Hearts, Squall est plus connu sous le nom de Leon. Il en change après avoir échoué dans sa tentative de sauver la Forteresse Oubliée des Sans-Cœurs. Il est aussi plus âgé, 25 ans, ainsi que les autres personnages de Final Fantasy apparaissant avec lui. De même que Yuffie et Aeris, Leon est originaire de la Forteresse Oubliée. Il s'envole pour Traverse quand Maléfique prend le contrôle du château. Sora l'affronte lors de son arrivée dans la ville. Leon aide ensuite Sora en lui prodiguant de précieux conseils. Dans Chain of Memories, il enseigne au joueur des tactiques simples ayant trait au système de combat.
Dans Kingdom Hearts II, Leon dirige le comité de restauration de la Forteresse Oubliée. Il travaille dans le but de rendre à ce majestueux édifice sa splendeur originelle. En dépit du fait que son rival Seifer apparaisse également dans le jeu, les deux personnages n'interagissent jamais, ne vivant même pas dans le même monde; bien que tous deux portent des cicatrices caractéristiques. Dans la cinématique de fin, Leon reçoit une lettre, dont on ne connaît le contenu. Une paire d'ailes roses en sort, laissant à penser que c'est Linoa qui l'a écrite. Dans Kingdom Hearts et Kingdom Hearts II, Leon est un boss dans plusieurs coupes du Colisée de l'Olympe. Il semble partager l'attrait de Seifer pour le feu, car il tire des boules de feu sur Sora quand il n'est pas assez proche de ce dernier pour le frapper avec sa Gunblade.
Dans la version japonaise, Leon est doublé par Hideo Ishikawa, tandis que dans la version anglaise, il est doublé par David Boreanaz, connu pour son rôle d'Angel/Angelus dans les séries télévisées Buffy contre les vampires et Angel et pour le rôle de Seeley Booth dans Bones. Dans la version anglaise de Kingdom Hearts II, il est remplacé par Doug Erholtz. Dans la version française, il est doublé Denis Laustriat.
Après avoir battu l'équipe Leon/Cloud dans la Coupe Hadès de Kingdom Hearts, le joueur reçoit la Keyblade Lionheart. Dans Kingdom Hearts II, Leon donne au joueur la Keyblade Lion Assoupi en dehors de la salle d'ordinateurs d'Ansem, avant de combattre le MCP. Le design de ces deux Keyblades est en rapport avec le design original de la Gunblade.
Dragon Quest & Final Fantasy in Itadaki Street Special
Squall est un personnage jouable dans ce jeu de type Monopoly, uniquement disponible au Japon.

## Étymologie
Squall est un mot anglais signifiant bourrasque, rafale. Ce nom est certainement en rapport avec son côté torturé et conflictuel. La voiture utilisée par Squall lorsqu'il poursuit Edea à Deling City est aussi appelée «The Tempest ».
Le nom de Squall, Leonhart, est une variation du nom anglais « Lionheart », dérivé de l'élément latin leo signifiant « Lion » et « Cœur ». Le lion est un thème récurrent de son personnage. Squall voit ces derniers comme des créatures emplies de force et de fierté. Son favori s'appelle Cronos, une G-Force gravée sur sa Pistolame, de même que sur sa bague et son collier.